# Сенченко Іван Юхимович
Іва́н Юхи́мович Се́нченко  (*30 січня (12 лютого) 1901, Наталине, Полтавська губернія — †9 листопада 1975, Київ) — український та радянський письменник, перекладач та журналіст. Належав до літературних організацій «Плуг» і «Гарт», потім до ВАПЛІТЕ (1925—1928). Автор замовних нарисів про концтабірне життя Біломорсько-Балтійського каналу.

## Біографія
Народився 30 січня (12 лютого) 1901 року в селі Наталиному (нині Красноградського району Харківської області). Його батько працював садівником, мав власну крамницю, також віддавав багато часу роботі церковним регентом.
Іван спочатку навчався в Костянтиноградському чотирикласному училищі, яке закінчив 1916 року. Вчився він добре, тому батько з усіх сил прагнув віддати хлопця до гімназії. Однак таким планам не судилося здійснитися, адже річна плата за навчання в гімназії становила 80 карбованців, а Юхим Сенченко за рік стільки заробити не міг. 1916—1920 Іван навчався в учительській семінарії.
У студентські роки приятелював із майбутнім письменником Олександром Копиленком — уродженцем Костянтинограда. Літературним зацікавленням хлопців значною мірою сприяли роздуми над прочитаними книгами та суперечки при їх обговоренні.
1920 Сенченко вчителював у рідному селі, потім був інструктором позашкільної освіти в Костянтинограді. 1921 року, переїхавши до Харкова — столиці УССР, працював продавцем у книгарні, бібліотекарем, учителем української мови у робітничому гуртку. Водночас від 1921 року друкувався в газетах і журналах: «Селянська правда», «Вісті», «Студент революції», «Комунарка України», «Сільськогосподарський пролетарій», «Шляхи мистецтва» та інших, довкола яких гуртувалася літературна молодь.
Належав до літературних організацій «Плуг» і «Гарт», потім до ВАПЛІТЕ (1925—1928).
У 1924—1928 роках навчався на філологічному відділенні Харківського інституту народної освіти (так тоді називався Харківський університет), де викладав Олександр Іванович Білецький. Від серпня 1926 року працював у журналах «Вапліте», «Літературний ярмарок», «Пролітфронт», обіймаючи посаду відповідального секретаря.
Від жовтня 1941 Сенченко вивезений з України до Алма-Атинській області Казахстану, де його примусили вчителювати у селі. 1943 його викликали до Москви й призначили на посаду відповідального секретаря журналу «Україна», де він працював після переведення до Харкова, а згодом — до Києва.
Цілому ряду українських літераторів, які належать до різних поколінь, Сенченко допоміг у пошуку власного слова. Серед них — Олександр Копиленко, Юрій Смолич, Терень Масенко, які з вдячністю згадували його повчальні уроки. Рукописи багатьох молодих письменників у 1950—1960-ті роки пройшли через руки та вимогливо-доброзичливу оцінку Сенченка-редактора.
Прожив довге, складне й цікаве життя, сповнене творчої праці. Письменник ніколи не мав почесних нагород. Ім'я його частіше згадували серед нещадно критикованих, аніж визнаних, а книжки рідко перекладалися іншими мовами.
У 1944—1960 роках Іван Сенченко мешкав у будинку письменників Роліт.

Могила Івана Сенченка

Помер 9 листопада 1975 року в Києві. Похований на Байковому кладовищі (дільниця № 20). На могилі спільний із дружиною — доктором історичних наук Оленою Станіславівною Компан — пам'ятник. Це прямокутна стела із сірого граніту, на якій два керамічні портрети овальної форми й напис: «Письменник Іван Сенченко. 1901—1975. Історик Олена Компан. 1916—1986».

## Літературна діяльність

### Учнівство
Першими творами Івана Сенченка були вірші, проте шлях у літературі, за власним визнанням, він почав з оповідання «Чорноземні сили» (1922). Декілька його ліричних віршів, газетних нарисів та етюдів були лише своєрідним підготовчим етапом на шляху до серйозної роботи над новелами.
Продовжуючи розвивати традиції малої прози в українській літературі, використовуючи матеріал тогочасної дійсності, а пізніше й історичні сюжети, Сенченко спирався на багатий досвід своїх попередників, зокрема таких видатних письменників, представників вітчизняної та зарубіжної класики, як Тарас Шевченко, Іван Котляревський, Іван Нечуй-Левицький, Микола Гоголь, Лев Толстой, Антон Чехов, Анатоль Франс, Оноре де Бальзак, Генріх Гейне, Мігель Сервантес. Неодноразово зауважував, що письменник мусить порушувати важливі проблеми.
Юнак з головою поринув у «бадьору» роботу щойно заснованої літературної організації «Плуг». Він був членом ініціативної групи, входив до складу бюро «Плуга». Проте принципової програми не мав. Свідченням цього стала його участь у журналі пролеткультівців «Зори грядущего», а пізніше — вступ до «Гарту» без виходу з «Плуга», виключення з «Гарту», вихід з «Плуга», вступ у серпні 1926 року до ВАПЛІТЕ. Ця «організована метушня» була зовнішнім виявом самоневдоволення, пошуку власного шляху в літературі.
У 1924—1925 роках Сенченко надрукував низку творів, у яких відійшов від умоглядних схем, навіяних бурхливими подіями громадянської війни, намагався глибше осмислити життєвий матеріал, відомий йому достеменно. Книжки «Петля», «Інженери», «Оповідання» (1925) завершували учнівський період творчості. Натомість з'явилися пластичність у розробці сюжету, забарвленість розповіді ліричною тональністю.

### Червоноградський цикл
Поїздки з Харкова додому та у Красноград (Червоноград) допомогли письменникові зібрати матеріал для «червоноградського» циклу, започаткованого 1926 року повістю для юних читачів «Паровий млин». У центрі його — разючі зміни на селі у середині 1920-х, що відбулися завдяки НЕПу, переплетіння різноманітних складних соціальних процесів.
Тоді ж з'явилися оповідання «У золотому закуті», «Історія однієї кар'єри» (1926), а згодом повісті «Подорож до Червонограда» (1927), «Червоноградські портрети» (1928), «Фесько Андибер» (1929).
Сенченкові вдалося змалювати ще ніким до нього не розроблені в українській літературі образи пронирливих новонароджених ділків, охоплених гарячковим нарощуванням капіталу шляхом всіляких махінацій. Однак ці твори, особливо два останніх, було піддано несправедливій критиці. Сенченку, зокрема, приписували ідеалізацію куркуля (портрети «Михайло Кішка-Самійло», «Григорій Хведорович Головатий»).
Образ трудівника у «Фесько Андибер» не став життєво переконливим. Автор свідомо зробив наголос на зовнішній героїзації образу, йдучи за поширеними тоді ідеологізованими схемами, а не за реальними обставинами. Тут виявилося й бажання нарешті «догодити» критиці, й недовіра до власного досвіду.
На багато років робота письменника над циклом припинилася, хоча у деяких написаних пізніше творах («Іван Чорногорець», 1930; «Порфирій Мартинович», 1940) трапляється «червоноградський» матеріал.

### Розширення горизонтів
У 1920-х роках Сенченко видав кілька збірок, найповнішою з яких була «Дубові Гряди» (1927, друге видання — 1929). Тоді ж він остаточно утвердився і як дитячий письменник. 1927 року в журналі «Червоні квіти» було надруковано повість «Безпритульні».
1928 року Сенченка захопили мандрівки по Маріупольщині, вивчення життя цього краю. Він мріяв написати книжку оповідань «Моря та узбережжя», кілька творів з якої було надруковано у журналі «Всесвіт» та альманасі «Авангард». Проте цей задум залишився нездійсненим.
1929 року вийшла друком книжка нарисів Сенченка «По єврейських колоніях Криворіжжя та Херсонщини». Від грудня 1928 року до лютий 1930 року письменник працював над твором нового для нього жанру — кіноповістю «Комуна».
У квітні 1930 року Сенченко разом із делегацією письменників України побував на Турксибі з нагоди його відкриття. На основі отриманих вражень з'явилися подорожні нотатки «Гіганти пустель» (1932) — своєрідні роздуми про минуле, сучасне й майбутнє краю.

### Виробничі романи
Невдовзі побачив світ перший «виробничий» роман Сенченка — «Металісти» (1932). У ньому письменник підійшов до виробничої тематики неординарно, як на ті часи. Коли значна кількість авторів приділяла увагу лише виробничим процесам і конфліктам, що виникали під час роботи, Сенченко показав головного героя не тільки на заводі, але й у побуті. Роман виявився досить свіжим і навіть несподіваним явищем серед зливи творів-близнюків.
Після «Металістів» Сенченко знову звернувся до життя села, зокрема у «Повісті про Клима» (1933), написаній своєрідними «кадровими» сценками, у стилі кінооповіді.
На початку 1933 року письменник вирушив у нову подорож — на будівництво Біломорсько-Балтійського каналу. Внаслідок того написав книжку «Право на героїзм» (1934) про в'язнів-будівників.
1934 року Сенченко створив своєрідну книгу «спогадів» — розповідь політв'язня часів революції 1905 року — «За ґратами». Того ж року написав образок з робітничого фольклору «Випадок на старій Юзівці», надрукований лише 1971 року.
1936 року побачила світ (створена ще 1933 року) історична повість з життя Франції 11 століття «Чорна брама», яка мала схвальні відгуки критики. Новим успіхом письменника стала повість для дітей «Руді вовки» (1936), де він гостроцікаво розповів про наших предків-слов'ян.
Ще один «виробничий» роман «Напередодні», присвячений історії виникнення Луганського паровозобудівного заводу, написано 1938 року. Сам письменник критично поставився до власного твору, зауважуючи, що «матеріал гарячий, міцний потонув у міркуваннях, сказати б, енциклопедичного характеру». Проте йому вдалося відійти від узвичаєних стереотипів й показати читачеві насамперед людину, як і в романі «Металісти». Вульгарно-соціологічна критика немилосердно доймала автора за це.
Сенченко відчував, що широка, розлога епічна оповідь йому не вдавалася. І звернення до жанру роману великою мірою визначалося обставинами літературної ситуації, установкою на створення узагальненого образу героя, на епічну оповідь, що запанувала у другій половині 30-х років. У багатьох критичних статтях того часу робилися спроби довести невідповідність духові епохи самого жанру оповідання. Проте саме життя довело штучність таких концепцій, і вже 1940 року, після досить тривалої перерви, в українській літературі з'явився майже десяток збірників оригінальної малої прози, і серед них — книжка Івана Сенченка «Новели», що стала помітною віхою на творчому шляху письменника. У короткому прозовому жанрі він «зазвучав» якнайкраще. Збірка, в основному, була схвально сприйнята і читачем, і критикою.
Трохи раніше, 1939 року, Сенченко написав оповідання «Діоген», у якому виразно відчутне письменницьке проникнення у внутрішній світ людини. «Діоген» з'явився як заперечення пласкості поширеного тоді заідеологізованого письма, вимушену данину якому віддав і автор.

### Воєнні твори
У воєнні роки письменник виступав із критичними статтями: «Образ бійця», «Думи і мрії», «Про золоте яблуко», «Живий Котляревський», «Євген Гребінка», «Остап Вишня» тощо, опублікованими на шпальтах «Літератури і мистецтва» та «Літературної газети».
У цей період він написав і деякі художні твори — невеличкі за обсягом збірки оповідань та п'єс-одноактівок «Віч-на-віч» (1941), «Вітрила нап'яті» (1943), а також оповідання «Кінчався вересень 1941 року», опубліковане 1945 року в журналі «Українська література», низку яскравих публіцистичних статей і нарисів.

### Повоєнна творчість
Неповторний аромат «червоноградського» циклу, особливо у пейзажних сценах, знов відчувся в романі з життя київської молоді повоєнних років «Його покоління», який з'явився друком 1947 року в журналі «Дніпро». Цей самий мотив проявився і в оповіданні «Ой у полі жито…» (1957).
У 1950-х роках Сенченко зробив кілька вагомих відкриттів і для себе самого, і для читача. Це стосується циклу оповідань з життя київської робітничої Солом'янки: «Рубін на Солом'янці», «На Батиєвій горі», «На калиновім мості», «Про лист з крапками», «Денис Сірко», «Син Дмитрій». Чи не найяскравішою подією у літературному процесі 1950-х став «солом'янський» цикл Сенченка. У ньому, як згодом і в «донецькому», завершеному 1964 року («Під териконом», «Рідний Донецький край», «Жовта волошка», «Цвіт королевий» та ін.), письменник постає вже цілком зрілим майстром.
У 1950—1960-х роках Сенченко багато працював над книжками для юного читача: «Мої приятелі» (1951), «Два дні з життя Женьки і Левка» (1957), «Діамантовий берег» (1962), «Дороги — близькі й далекі» (1965). 1958 року було перевидано повість «Руді вовки».
Із середини 1960-х років Іван Юхимович видавав книжечки для п'яти-шестилітніх дітей. Оповідання, що з'являлися у дитячій періодиці, вийшли згодом окремими збірками: «За лісом, за пралісом золота діжа встає» (1965, друге видання — 1978), «Сім господинь» (1969).
Лише через сорок років (у середині 1960-х) Сенченко знов ступив на батьківський поріг. І те, що в юності здавалося невиразним й не привертало уваги, сповнилося глибоким смислом. Спочатку письменник переробив оповідання «У золотому закуті» та «Історія однієї кар'єри», рукою зрілого майстра відсікаючи усе зайве. Згодом він доопрацював останню частину «Червоноградських портретів» — повість «Фесько Андибер», що дістала нову назву «Фесько Кандиба». Автор скоротив її вдвічі, і твір став сконденсованішим, художньо переконливішим.
Наприкінці 1960-х у митця виник задум повісті з дореволюційного життя Червоноградщини. Упродовж 1967—1972 років працював він над своїм вершинним твором — повістю «Савка», поставивши перед собою завдання утвердити неминущу життєву силу й самоцінність буття через його філософське осмислення у буденних проявах. Герой, якого з любов'ю описує Сенченко, — це український народ з його мудрим світоглядом, з його всеперемагаючим добром, з глибокими моральними засадами. Це вже не «соціологія», яка раніше шкодила письменникові, а художньо переконлива, написана соковитими барвами, картина соціальної дійсності.

### Внесок ушевченкознавство
Сенченко — автор статей про творчість Тараса Шевченка:
- «Інтерес Шевченка до природознавства» (1934),
- «Із записок читача про Шевченкову прозу» (1937) та ін.

Сенченко присвятив Шевченкові драматичний етюд «Змагання» (1922).
1939 року Іван Юхимович виступив із промовою в Каневі на шостому пленумі правління Спілки радянських письменників СРСР, присвяченому Шевченкові.

## Видані книги
- Книги оповідань і повістей:
  - «Навесні» (1923),
  - «Ярема Кавун» та інші оповідання" (1923),
  - «Де вона?» (1924),
  - «Інженери» (1925),
  - «Навесні» (1925),
  - «Оповідання» (1925),
  - «Петля» (1925),
  - «Із записок» (1926).
  - «„Історія однієї кар'єри“ та інші оповідання» (1926),
  - «Паровий млин» (1926),
  - «Скарб» (1927),
  - «Дубові гряди» (1927),
  - «Дурень. Історія однієї кар'єри» (1928),
  - «У золотому закуті» (1928),
  - «Сонце сходить» (1929),
  - «Фесько Андибер» (1930),
  - «Комуна» (1932),
  - «Повість про Клима» (1933),
  - «За ґратами» (1934),
  - «Руді вовки» (1936),
  - «Чорна брама» (1936),
  - «Новели» (1940),
  - «Віч-на-віч» (1941),
  - «Вітрила нап'яті» (1943),
  - «Мої приятелі» (1951),
  - «Два дні з життя Женьки і Левка» (1957),
  - «Рубін на Солом'янці» (1957),
  - «Оповідання» (1959),
  - «На Батиєвій горі» (1960),
  - «Діамантовий берег» (1962),
  - «Дороги. Близькі й далекі» (1965),
  - «Цвіт королевий» (1967),
  - «Сім господинь» (1969).
- Нариси:
  - «По єврейських колоніях Криворіжжя та Херсонщини» (1929),
  - «Гіганти пустель» (1932),
  - «Право на героїзм» (1934).
- Збірка поезій:
  - «В огнях вишневих завірюх» (1925).
- П'єси:
  - «З примусу» (1946).
- Романи:
  - «Металісти» (1932),
  - «Напередодні» (1938),
  - «Його покоління» (1947, перероблене видання — 1965).

Сенченко багато працював над перекладами українською мовою творів російський письменників, зокрема:
- Олександра Радищева
- Антона Чехова
- Олександра Пушкіна
- Миколи Гоголя — «Вечір проти Івана Купала», «Страшна помста»;
- Максима Горького,
- Володимира Бєляєва.

Сенченку належить низка публіцистичних статей і літературно-критичних праць про творчість Павла Тичини, Петра Панча та інших українських письменників.

## Екранізації творів
- «Його покоління» (1959)